# Chan Yan Kit
Chan Yan Kit (chinesisch 陈仁杰; * 10. Dezember 1985) ist ein Badmintonspieler aus Hongkong.

## Karriere
Chan Yan Kit gewann 2009 die New Zealand Open im Herreneinzel, seiner Stammdisziplin. 2005 war er in Neuseeland bereits Zweiter geworden. Zweiter wurde er ebenfalls bei den Vietnam Open 2008. Dort wiederum hatte er 2006 schon Bronze gewonnen. Bei der Asienmeisterschaft 2007 belegte er Rang 5.

## Sportliche Erfolge
| Saison | Veranstaltung      | Disziplin    | Platz | Name         |
| ------ | ------------------ | ------------ | ----- | ------------ |
| 2005   | New Zealand Open   | Herreneinzel | 2     | Chan Yan Kit |
| 2006   | Vietnam Open       | Herreneinzel | 3     | Chan Yan Kit |
| 2007   | Asienmeisterschaft | Herreneinzel | 5     | Chan Yan Kit |
| 2008   | Vietnam Open       | Herreneinzel | 2     | Chan Yan Kit |
| 2009   | New Zealand Open   | Herreneinzel | 1     | Chan Yan Kit |